# Montels (Tarn)
Montels é uma comuna francesa na região administrativa de Occitânia, no departamento de Tarn. Estende-se por uma área de 3,23 km². Em 2010 a comuna tinha 109 habitantes (densidade: 33,7 hab./km²).